# Ipira
Ipira es un municipio brasileño del estado de Santa Catarina. Tiene una población estimada al 2022 de 4 578 habitantes. Pertenece a la Región metropolitana de Contestado.

## Toponimia
El nombre Ipira, de origen tupí-guaraní, significa "pez de agua".

## Historia
La sede de Ipira comenzó a colonizarse en 1915 con familias de Montenegro, Río Grande del Sur. Distrito desde 1924, perteneció a diversos municipios: Cruzeiro, Concórdia y Piratuba. Se emancipó el 15 de agosto de 1963.

## Geografía
Se localiza a una latitud 27º24'13" sur y a una longitud 51º46'23" oeste, a una altitud de 409 metros.